# Langtalereckhütte
Die Langtalereckhütte (auch Langtaleregghütte und Karlsruher Hütte genannt) ist eine Alpenvereinshütte der Sektion Karlsruhe des Deutschen Alpenvereins (DAV). Sie liegt am Langtalereck im hintersten Gurgler Tal über der abschmelzenden Zunge des Gurgler Ferners. Die Hütte ist Stützpunkt für Gipfelbesteigungen und Bergwanderungen sowie alpiner Stützpunkt für die Ötztaler Ski-Rundtour.

## Geschichte
Nachdem in den 1920er Jahren der Platz auf der Fidelitashütte, sommers wie winters gut besucht, knapp wurde, entschloss sich 1927 die Sektion Karlsruhe des Deutschen und Österreichischen Alpenvereins (DuOeAV), auf halbem Weg zwischen Obergurgl und der Fidelitashütte eine weitere Unterkunftsmöglichkeit zu errichten. Die Hütte wurde in den Jahren 1928/29 erbaut und im folgenden Jahr eröffnet. Ein besonderes Ereignis war die Landung des Stratosphärenforschers Auguste Piccard am 27. Mai 1931 mit seinem Ballon nahe der Hütte. 1939 wurde eine Materialseilbahn zum Hochwildehaus errichtet; zuvor war die Versorgung nur mit Maultieren möglich. In den Jahren 1961 bis 1967 wurde eine Wasserkraft-Anlage mit Turbine und Generator für 18 kVA erbaut, die noch heute die Versorgung der Hütte mit Wasser und Elektrizität sicherstellt. 1979 folgte die Erneuerung der Materialseilbahn. In den Jahren bis 1986 wurden das Dach und die Fenster erneuert, modernisiert und die Räumlichkeiten erweitert.

## Hüttenanstieg
Der Aufstieg erfolgt von Obergurgl (1927 m, Gehzeit bis zur Hütte: 2½ Stunden) auf markiertem und ausgeschilderten Weg. Später geht es vorbei an der bewirtschafteten Skihütte Schönwies und später an der kleinen Gurgler Alm. Zuletzt etwas steiler zur Hütte, die man hinter einer Kuppe liegend erst recht spät erkennt. Zuvor fällt die Materialseilbahn zum Ramolhaus ins Auge.

## Übergänge
- zum Hochwildehaus (2883 m)
- zum Ramolhaus (3006 m) seit 2017 über die Piccard-Brücke
- zur Martin-Busch-Hütte (2501 m)
- zur Zwickauer Hütte (2989 m), über den Rotmoosferner (Gletschertour)

## Tourenmöglichkeiten
- Hangerer (3021 m, Hüttenberg)
- Eiskögele (3228 m, auch Skitour)
- Langtalerjochspitze (3157 m)
- Hinterer Seelenkogel (3426 m)